# Unione montana dei comuni di Arizzano e Vignone
L'unione montana dei comuni di Arizzano e Vignone è un ente locale sovracomunale, con autonomia statutaria, costituitosi nel 2013, che aggregava inizialmente i tre comuni di Arizzano, Premeno e Vignone. Nel giugno del 2019, il neo-eletto consiglio comunale di Premeno ha deliberato l'uscita dall'Unione.

## Storia
L'unione Arizzano e Vignone è nata nel 2013 dopo lo scioglimento della Comunità montana del Verbano e comprendeva inizialmente anche Premeno.
Oltre a questa unione dopo lo scioglimento della comunità montana sono subentrate nel territorio del Verbano anche le unioni del Lago Maggiore e Valgrande e del Lago di Mergozzo.

## Territorio
Il territorio dell'unione si trova su un promontorio che si affaccia sulla conca di Verbania e sul Lago Maggiore.

## Principali funzioni
- La gestione associata dei servizi: scuole, servizi pubblici, servizi sociali, trasporti, protezione civile, rifiuti, polizia locale, urbanistica e opere pubbliche.
- La gestione associata delle "funzioni montane": difesa del suolo, sicurezza del territorio montano e le politiche alimentari, agricole e forestali.
- La tutela del territorio con il turismo e le attività commerciali: promozione turistica, sport, cultura e la cooperazione transfrontaliera.

## Demografia dei Comuni
Nel dettaglio fanno parte dell'unione montana i seguenti 2 comuni: 
| Posizione     | Stemma | Comune   | Popolazione (ab) | Superficie (km²) | Densità (ab/km²) | Altitudine (m s.l.m.) | Altitudine Minima (m s.l.m.) | Altitudine Massima (m s.l.m.) |
| ------------- | ------ | -------- | ---------------- | ---------------- | ---------------- | --------------------- | ---------------------------- | ----------------------------- |
| 1º            |        | Arizzano | 2 001            | 1,60             | 1 250,63         | 458                   | 309                          | 542                           |
| 2º            |        | Vignone  | 1 202            | 3,38             | 355,62           | 449                   | 261                          | 700                           |
| Totale unione | –      | –        | 3 203            | 4,98             | 643,17           | –                     | 261                          | 700                           |